# 文莱—巴基斯坦关系
文莱－巴基斯坦关系是指巴基斯坦伊斯兰共和国与文莱达鲁萨兰国之前的关系。两国拥有十分友好的外交关系，两国都是穆斯林国家，且都是英联邦和伊斯兰合作组织成员。双方在对方首都均设有高级专员办事处。2018年，旨在进一步促进两国关系的文莱-巴基斯坦友好协会成立。

## 经贸关系
两国之间的贸易联系较少。两国目前的贸易额为500万美元。2006年11月，为了促进两国之间的贸易和投资，巴基斯坦-文莱联合投资公司成立 。该投资公司将对石油和天然气、房地产、酒店、电信和清真肉类等可使两国受益的领域进行投资。
在文莱工作的巴基斯坦人多达450名，其中大约70名为医生，工作于文莱的各个医疗部门。

## 国防合作
2004年5月19日，双方签署了一项关于国防合作的谅解备忘录。巴基斯坦迄今已在巴基斯坦军事学院培训了多达100名文莱人。2008年11月，巴基斯坦国防部长阿塔尔阿里中将对文莱进行了正式访问，以进一步加强两国在国防领域的合作。2010年10月，巴基斯坦海军舰艇赛义夫号停靠穆阿拉港，以此庆祝文莱和巴基斯坦之间的友好关系。